# تری‌کلرو (کلرومتیل) سیلان
تری کلرو(کلرومتیل) سیلان (به انگلیسی: Trichloro(chloromethyl)silane) یک ترکیب شیمیایی با شناسه پاب‌کم ۱۵۲۵۸ است.